# Stadtrat

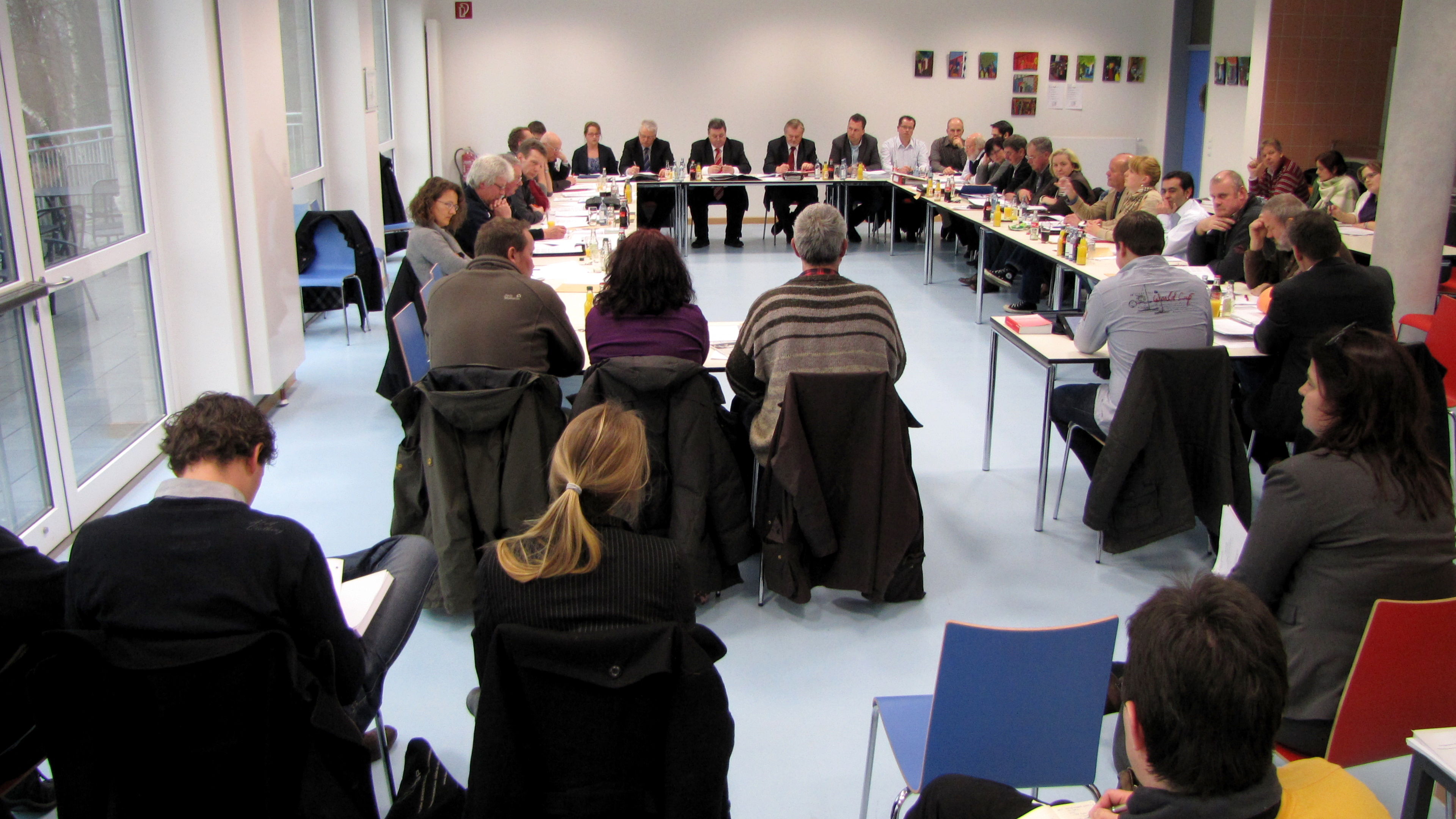
Sitzung des Stadtrats von Isselburg, Nordrhein-Westfalen, 2011

Ein Stadtrat ist in Deutschland ein zur Gemeindevertretung oder Gemeindeverwaltung in Städten berufenes Kollegialorgan oder ein Mitglied eines solchen Organs. Ähnliches gilt für Italien, die Niederlande, Belgien, Frankreich, Spanien, Schweden und andere demokratische Länder. In einigen deutschen Ländern ist Stadtrat auch die Bezeichnung eines Dezernenten einer Stadtverwaltung.
In Österreich ist Stadtrat die Bezeichnung für eine Stadtregierung bzw. deren Mitglied. In Statutarstädten (z. B. in Wien) wird der Stadtrat als Kollegialorgan Stadtsenat genannt.
In der Schweiz bezeichnet Stadtrat je nach Kanton entweder die legislative (gesetzgebende) städtische Behörde, also das Gemeindeparlament, oder noch häufiger die exekutive (ausführende) Behörde, also die Stadtregierung.
In Deutschland, Österreich und Italien hat das Exekutivorgan Stadtrat nie gesetzgebende Funktion. In den Stadtstaaten Hamburg (Bürgerschaft), Berlin (Abgeordnetenhaus) und Wien (Landtag) obliegt diese Funktion dem jeweiligen gesamtstaatlichen Parlament bzw. dem Parlament des Stadtstaates, in das der Stadtrat Gesetzentwürfe einbringen kann. In Italien liegt die legislative Funktion beim nationalen Parlament, den Regionalräten und den Landtagen von Trentino und Südtirol.

## Deutschland
In vielen deutschen Ländern ist Stadtrat die Bezeichnung der Stadtvertretung, also der kommunalen Vertretungskörperschaft in den Städten (in anderen Gemeinden: Gemeinderat). Auch die Mitglieder des Gremiums Stadtrat werden zum Teil als Stadträte bezeichnet und engagieren sich in Ausschüssen. Der Stadtrat ist im Rahmen der kommunalen Rechtsetzungshoheit wichtigstes Organ der kommunalen Selbstverwaltung. Die ersten weiblichen Stadträte Deutschlands wurden im Oktober 1919 in Königsberg (Pr.) (Charlotte Melzer geb. Linde (1890–1971), Martha Harpf (1874–1942) und Emma Rohrer.) und in Kassel (Johanna Vogt (1862–1944)) gewählt.
In wenigen Ländern (z. B. Hessen) ist Stadtrat die Bezeichnung für die Mitglieder des Magistrats einer Stadt. Stadträte haben grundsätzlich und überwiegend den Status eines Ehrenbeamten. In der Hauptsatzung der Gemeinde kann bestimmt werden, dass ein Stadtrat als Wahlbeamter hauptamtlich tätig wird. Ihm werden vom Bürgermeister als Dezernent Teile der Stadtverwaltung eigenverantwortlich unterstellt. Dezernenten können auch Bezeichnungen wie Stadtbaurat (Baudezernent) oder Stadtkämmerer (Finanzdezernent) führen. Der Vertreter des Bürgermeisters führt den Titel „Erster Stadtrat“. In den Bundesländern, in denen der Begriff „Stadtrat“ so verwendet wird, wird das Kommunalparlament nicht als Stadtrat bezeichnet, sondern als Stadtverordnetenversammlung, „Stadtvertretung“ oder „Rat der Stadt“. Die Mitglieder heißen entsprechend „Stadtverordnete“, „Ratsmitglieder“ oder „Stadtvertreter“.
In Bayern wird für Dezernenten die Bezeichnung „berufsmäßiges Stadtratsmitglied“ gewählt, um Verwechslungen mit ehrenamtlichen, von den Bürgern gewählten Stadtratsmitgliedern zu vermeiden.

In Baden-Württemberg führen in Städten die Mitglieder des Gemeinderats die Bezeichnung Stadtrat.
In der Hauptstadt der DDR und nach der deutschen Wiedervereinigung bis zur Wahl eines Gesamt-Berliner Senats nach den Wahlen vom 2. Dezember 1990 hießen die Mitglieder der Ost-Berliner Stadtregierung (Magistrat) Stadtrat („Der Oberbürgermeister und die Stadträte“). Die neue Ost-Berliner Landesverfassung von 1990 hob sie dann in den Rang von Landesministern. Für sie galt das Senatorengesetz (in leicht modifizierter Fassung zum West-Berliner Senatorengesetz). Laut Einigungsvertrag zwischen der Bundesrepublik und der DDR wurde Berlin von der Wiedervereinigung Deutschlands bis zur Bildung einer Gesamtberliner Landesregierung von Senat und Magistrat gemeinsam regiert. Alle Beschlussvorlagen trugen beispielsweise, egal ob sie für den Ostteil oder den Westteil galten, die Unterschriften vom West-Senator und vom Ost-Senator. Die Besoldungsgruppe betrug für alle Senatoren und Stadträte der Landesregierung B11. Im Gegensatz zur Landesebene heißen die Dezernenten in den Bezirken von Berlin (Kommunalebene) Bezirksstadtrat, sie sind kommunale Wahlbeamte, die nach der Besoldungsgruppe B4 besoldet werden. Als Exekutive wirkt die Bezirksverordnetenversammlung, deren Mitglieder Bezirksverordnete/r genannt werden.

## Österreich
Als Stadtrat wird das Kollegialorgan (das aus mehreren Personen bestehende Gremium) bezeichnet, das gemäß § 117 Abs. 1 lit. b Bundes-Verfassungsgesetz 1920 als Gemeindevorstand einer Stadtgemeinde fungiert; ebenso wird das einzelne Mitglied des Gremiums als Stadtrat bezeichnet. Statutarstädte (Städte mit eigenem Statut) fungieren auch als Bezirksverwaltungsbehörde. In ihnen lautet die Bezeichnung des Kollegialorgans gemäß dieser Verfassungsregel Stadtsenat; seine Mitglieder sind ebenfalls Stadträte. Unterschiedliche Kompetenzen der Stadträte bzw. Stadtsenate in der Gemeindeverwaltung ergeben sich aus den Detailregelungen, die in den jeweiligen Landes-Gemeindeordnungen und den Stadtstatuten erfolgt sind.
Der Stadtrat oder Stadtsenat wird vom Gemeinderat aus den Reihen seiner Mitglieder gewählt. Der Stadtrat bzw. der Stadtsenat hat – wie der Gemeinderat – nur exekutive und keine legislativen Befugnisse.
Je nach Statut der Stadt kann die Vergabe der Stadtratposten nach dem Proporz vorgeschrieben sein, dann können auch Angehörige der Opposition dem Stadtrat angehören. In der Regel sind aber auch diese mit einem Ressort betraut, wodurch eine konstruktive Zusammenarbeit in der Stadtpolitik notwendig ist. Nur in Wien gibt es wegen der großen Anzahl (zwischen neun und 15) neben amtsführenden Stadträten auch nicht amtsführende oder Stadträte ohne Ressort, die neben ihrer Tätigkeit im Kollegialorgan gar nicht mit der Leitung bestimmter Ressorts der Stadtverwaltung betraut sind. Da diese durch Wahl mit Mehrheit im Gemeinderat vergeben werden, bleiben die Stadträte der Opposition ohne Amtsbereich und damit nicht amtsführend. Sie sind zwar in den Sitzungen des Stadtrates vertreten, bekommen Infrastruktur und Gehalt wie amtsführende, aber eine Zusammenarbeit mit ihnen ist nicht notwendig. Sie können – mangels Ressortzuständigkeit – dann auch nicht durch ein Misstrauensvotum aus dem Senat abgewählt werden. In Wien sind die Stadträte aufgrund der Doppelfunktion als Stadt und Land gleichzeitig Mitglieder der Wiener Landesregierung.
Von der Mitte des 19. Jahrhunderts bis 31. Mai 1920 bestand in Wien als Exekutivausschuss des Wiener Gemeinderates ein 30-köpfiger Stadtrat unter Vorsitz des Bürgermeisters. In der Gründungsphase der Republik amtierten der Stadtrat Weiskirchner (1918/1919) und der Stadtrat Reumann (1919/1920).

## Schweiz
Exekutive – In Zürich und vielen anderen Städten der Deutschschweiz ist der Stadtrat die Exekutive, die Legislative heisst dann meist Gemeinderat.
Legislative – In Bern und den anderen Städten des Kantons Bern ist es genau umgekehrt: Das Parlament heisst Stadtrat, die Regierung heisst dagegen in sämtlichen Gemeinden unabhängig ihrer Grösse Gemeinderat.
Einige Städte (z. B. Luzern, Schaffhausen) unterscheiden zwischen dem Stadtrat (inoffiziell auch „kleiner Stadtrat“) als Exekutive und dem Grossen Stadtrat als kommunalem Parlament (Legislative).

## Südtirol (Italien)
In Südtirol werden in Stadtgemeinden sowohl die Stadtregierungen als auch deren einzelne Mitglieder als Stadträte bezeichnet. In den Landgemeinden wird das Leitungsgremium hingegen Gemeindeausschuss genannt; dessen Mitglieder werden wahlweise entweder als Gemeindereferenten oder (analog zur italienischen Form) Gemeindeassessoren bezeichnet.